# Čertův vrch (Javoří hory)
Čertův vrch (polsky Słodna, německy Süsse Loch Berg) je hora o nadmořské výšce 790 m v hraničním hřebeni Javořích hor, severně od obce Heřmánkovice. Postavení hory není zcela jasné. Většina zdrojů se shoduje, že název Čertův vrch je správný pro horu nazývanou polsky Słodna, německy Süsse Loch Berg. Ale například mapa 1:10000 klade Čertův vrch (asi chybně) na hřeben k Jelenímu vrchu. Samotný vrchol hory se nachází těsně za hranicí v Polsku. České mapy často udávají nadmořskou výšku jen 779 metrů, asi proto, že to berou jako nejvyšší bod hory na českém území, nikoliv jako absolutní vrchol.

## Hydrologie
Hora náleží do povodí Odry. Vody odvádějí přítoky Stěnavy, např. Heřmánkovický potok, severní polské svahy odvodňují přítoky potoka Złota Woda, což je přítok řeky Bystrzyca.

## Vegetace
Hora je převážně zalesněná, jen místy najdeme menší paseky. Často se jedná o smrkové monokultury, ale dochovaly se i rozsáhlejší plochy lesů smíšených nebo listnatých. Potenciální přirozenou vegetací jsou na většině míst hory horské bučiny, tedy bučiny s výskytem určitého množství přirozeného smrku ztepilého. Na strmých svazích rostou suťové lesy.

## Ochrana přírody
Česká část hory leží v CHKO Broumovsko.